# Haus Ende

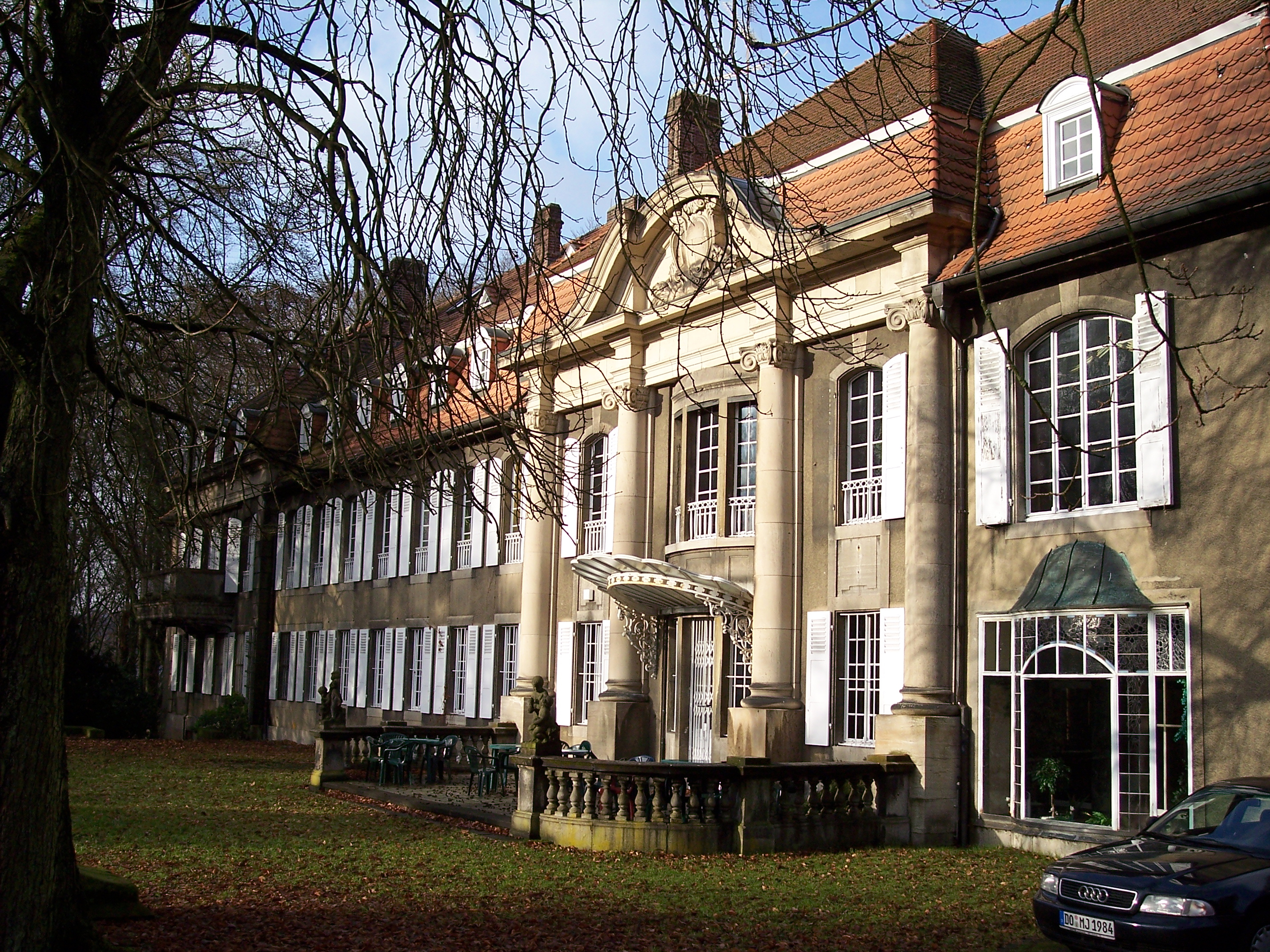
Haus Ende

Haus Ende ist eine Industriellenvilla im Ortsteil Ostende der westfälischen Stadt Herdecke.

## Baugeschichte
Das im Stil eines barocken Herrenhauses um 1911 von Bachmann und Pinno für Kommerzienrat Robert Müser erbaute Anwesen war in der Gestaltung ganz auf Repräsentation und Feierlichkeiten ausgelegt. Der Besucher betrat das Gebäude durch einen Vorraum und stand in einer beeindruckenden, von einem fast fünf Meter großen Kamin dominierten Halle, an die sich mehrere kleinere Räume und die Bibliothek anschlossen. Dahinter befanden sich eine Wohnung für den Besitzer sowie etliche Gästezimmer. So diente das Haus dann auch überwiegend als Veranstaltungsort für Partys, von denen der überzeugte Junggeselle Müser allerdings nur noch wenige veranstalten konnte.

## Unter Albert Vögler
Albert Vögler erwarb das Haus 1919. Vögler war ein enger Vertrauter des Industriellen Hugo Stinnes und bald Generaldirektor der Vereinigten Stahlwerke. Deshalb trägt das Haus Ende auch den Beinamen Villa Vögler. Da er sich davon Aufträge für seine Stahlwerke erhoffte, unterstützte er bereits vor 1933 Adolf Hitler im Wahlkampf und lud ihn mehrmals zu sich ein. Das abgelegene und zugleich beeindruckende Anwesen diente ihm als idealer Ausgangspunkt, die Macht und den Einfluss der Ruhrindustrie zu vertreten. Als sich der Diktator mit Kriegsbeginn bei ihm nicht mehr allzu sicher fühlte, scheute Vögler keine Kosten und Mühen, um eine riesige Bunkeranlage anzubauen und umfangreiche Sicherungsmaßnahmen für den Schutz seiner Villa zu installieren. Vögler machte im NS-Staat Karriere und erhielt eine führende Position in der Rüstung. Vögler selbst war nie Mitglied der NSDAP, nahm sich aber dennoch kurz vor Kriegsende 1945 das Leben, um einer Gefangenschaft durch die Siegermächte zu entgehen.

## Nutzung nach dem Krieg
Das Haus am Ostendener Weg wurde von der amerikanische Militärverwaltung enteignet, die es schließlich der Stadt Herdecke mit der Auflage übergab, Haus Ende fortan für soziale Zwecke zu nutzen. Das Haus wurde zunächst als Kinderheim genutzt, anschließend ein Ausbildungsheim für Krankenschwestern eingerichtet. Später kaufte es die Arbeiterwohlfahrt, die es 1981 schließlich an das Bundesamt für den Zivildienst vermietete, welches dort eine Zivildienstschule installierte.
Im Laufe der Jahre wurden mehrere Nebengebäude in den das Gebäude umgebenden Park gebaut, die vor allem als Schlafstätte und Unterrichtsgebäude für die Zivildienstleistenden genutzt werden.
Nach wie vor ist das denkmalgeschützte und von einem alten Park umgebene Haus Ende in einem guten Zustand. Die prachtvoll ausgeschmückten Räume wurden restauriert, lediglich der Park ist im Laufe der Zeit zugewachsen. Die Bunkeranlage ist verschlossen.
Das Gebäude wird inzwischen als Bildungszentrum Herdecke des Bundesamtes für Familie und zivilgesellschaftliche Aufgaben genutzt. Darin wird unterrichtet wer sich für den Bundesfreiwilligendienst verpflichtet hat.